# Ґудрун Бекманн
Ґудрун Бекманн (нім. Gudrun Beckmann, 17 серпня 1955) — німецька плавчиня.
Учасниця Олімпійських Ігор 1972, 1976 років.
Призерка Чемпіонату світу з водних видів спорту 1973 року.
Призерка літньої Універсіади 1977 року.